# Шрестха, Марич Ман Сингх
Марич Ман Сингх Шрестха (непальск. मरिचमान सिंह श्रेष्ठ; 1 января 1942, Халанга-Базар, Сальян, Королевство Непал — 15 августа 2013, Катманду, Непал) — непальский государственный деятель, премьер-министр страны в 1986—1990 годах. Стал первым неварцем со времён падения династии Малла в 1769 году, возглавившим правительство в Непале.

## Биография
Получил образование в Индии, изучал политические науки и социологию. Работал школьным учителем. В 1962—1968 годах — директор школы им. короля Трибухвана в районе Сальян. Возглавлял молодёжную организацию этого района. Тогда же избирался депутатом зональной ассамблеи и районного панчаята. Начав как левый активист, он вскоре превратился в жёсткого роялиста, предпринимавшего крайние меры против демократического движения.
В 1973 году был впервые избран в Национальный панчаят (парламент) страны. Затем занимал пост помощника министра земельной реформы (1976—1978 годы), государственного министра общей администрации и земельной реформы (в 1979 году), министра энергетики, водных ресурсов и ирригации и министра финансов (1979—1980 годы), министра образования (в 1980 году) и председателя Растрия Панчаят (в 1981—1986 годах).
В июне 1986 — апреле 1990 года — премьер-министр, министр обороны и министр по делам королевского двора Непала. В 1989 году принял решение о силовом подавлении акций протеста, что резко ухудшило его общественную репутацию.
5 апреля 1990 года смещён королём Бирендрой с должности под давлением массового протестного движения с требованием упразднения системы Панчаята и установления многопартийной системы с формулировкой «оказался неспособным восстановить порядок в стране» после 7 недель волнений и антиправительственных демонстраций. На время его премьерства пришлось также резкое ухудшение отношений с Индией и введение экономических санкций этой страны в отношении Непала.